# District Council of Kimba
District Council of Kimba is een Local Government Area (LGA) in de Australische deelstaat Zuid-Australië.